# Angelo Maria d’Elci

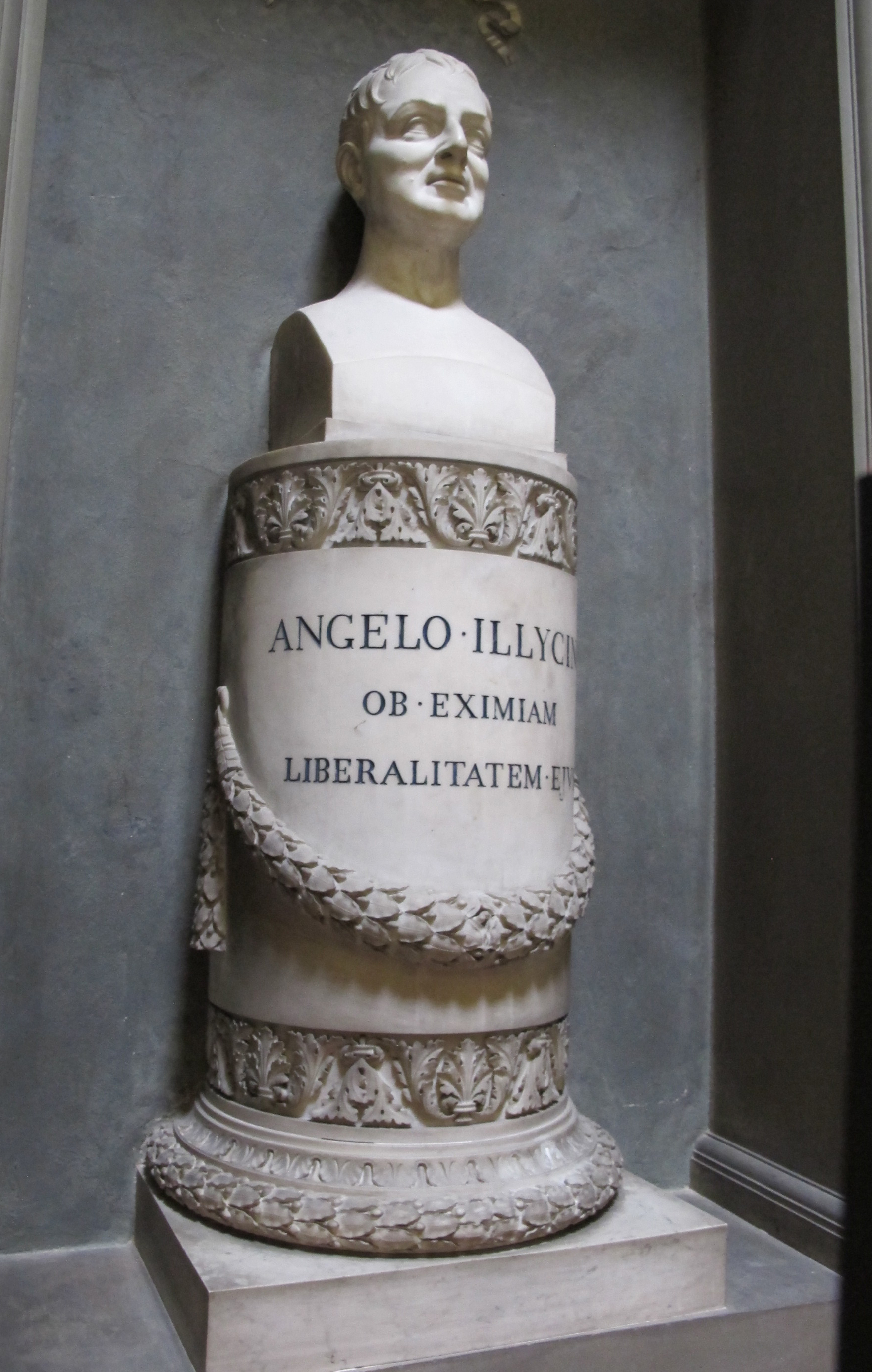
Büste von Angelo Maria d’Elci in der Biblioteca Medicea Laurenziana

Angelo Maria d’Elci (lateinisch Angelus Illycinus; * 2. Oktober 1751 in Florenz; † 20. Oktober 1824 in Wien) war ein italienischer Philologe.

## Leben
Angelo Maria d’Elci widmete sich seit seiner Jugend dem Studium der Klassiker. Er trat 1780 in den Malteserorden ein, ohne jedoch die Gelübde abzulegen. Reisen führten ihn nach Deutschland, Frankreich und England. Er sammelte die ältesten Ausgaben antiker Autoren und besaß die schönsten Ausgaben der Werke des 15. und 16. Jahrhunderts, eine vollständige Aldinensammlung und eine Sammlung der ersten Ausgaben der biblischen Schriften. 1818 schenkte er alle seine kostbaren Büchersammlungen der Stadt Florenz. Seit 1804 lebte er, mit einer Gräfin Sinzendorf verheiratet, in Wien.

## Werke
- Lucani Pharsalia curante Angelo Illycino, 1811;
- Satire, 1817;
- Poesie italiane e latine inedite, 1827.